# 아비장
아비장(프랑스어: Abidjan)은 코트디부아르에서 가장 큰 도시이자 경제 수도이다. 2021년 인구 조사에 따르면 아비장의 인구는 630만 명으로 전체 인구의 21.5%이며, 라고스, 카이로, 킨샤사, 다르에스살람, 요하네스버그에 이어 아프리카에서 여섯 번째로 인구가 많은 도시이다. 서아프리카의 문화적 교차로인 아비장은 높은 수준의 산업화와 도시화가 특징이다. 또한 아프리카에서 가장 인구가 많은 프랑스어를 사용하는 도시 중 하나이다.
이 도시는 1931년 새로운 부두 건설 이후 빠르게 팽창했고, 1933년 당시 프랑스 식민지의 수도로 지정되었다. 1951년 브리디 운하의 완공으로 아비장은 중요한 항구가 될 수 있었다. 아비장은 1960년 프랑스로부터 독립한 후에도 코트디부아르의 수도로 남아있었다. 1983년 야무수크로는 코트디부아르의 공식 정치 수도로 지정되었다.
하지만, 아비장은 국가에서 가장 큰 도시이고 경제 활동의 중심이기 때문에 아비장은 공식적으로 국가의 "경제 수도"로 지정되었다. 많은 정치 기관과 모든 외국 대사관도 아비장에 계속해서 위치하고 있다. 도시와 교외의 일부를 포함하는 아비장 자치구는 코트디부아르의 14개 구역 중 하나이다.

## 어원
코트디부아르 백과사전에 보도된 바와 같은 차만족의 구전에 따르면, "아비장"이라는 이름은 오해에서 비롯된다고 한다. 전설에 따르면, 그의 집의 지붕을 수리하기 위해 나뭇가지를 들고 다니는 한 노인이 그에게 가장 가까운 마을의 이름을 물어보는 유럽의 탐험가를 만났다고 한다. 그 노인은 그 탐험가의 언어를 말하지 않았고, 그가 그곳에서 그의 존재를 정당화하도록 요구받았다고 생각했다. 이 예상치 못한 만남에 겁을 먹고, 그는 에브리어로 "나는 단지 나뭇잎을 잘랐다"를 의미하는 "min-chan m'bidjan"을 외치며 달아났다. 그 탐험가는 그의 질문이 답이 되었다고 생각하면서, 그 지역의 이름을 아비장이라고 기록했다.
약간 다르고 덜 정교한 버전의 전설, 최초의 식민지 주민이 원주민에게 그곳의 이름을 물었을 때, 그 남자는 오해했고 "M'bi mindjan"이라고 대답했는데 "저는 그냥 나뭇잎을 자르고 있었어요"라는 뜻이다.

## 지리학

아비장의 위치도

아비장은 기니만의 남동 해안에 위치해 있다. 이 도시는 에브리에 라군에 위치해 있다. 비즈니스 구역인 플라토는 도시의 중심지이며, 코코디, 듀스 플라토(이 도시의 가장 부유한 동네이자 외교관들의 중심지), 그리고 라군의 북쪽 해안에 있는 슬럼인 아자메와 함께 있다. 남쪽으로는 트레이치빌과 마르코리가, 서쪽으로는 아테쿠베, 로코지로, 아보두메와 요푸곤이, 그리고 일레불레는 라군의 중앙에 위치해 있다. 더 남쪽으로는 공항과 주요 항구의 본거지인 포트부에가 있다. 아비장은 북쪽 5°25', 서쪽으로는 4°2' (5.41667, –4.03333)에 위치해 있다.

### 기후
아비장은 쾨펜의 기후 구분에 따르면 열대성 습하고 건조한 기후를 가지고 있으며, 사바나 기후와 밀접하게 접해 있다. 아비장은 3월부터 7월까지 긴 장마와 9월부터 12월까지 짧은 장마와 3개의 건조한 달(1월, 2월, 8월)과 함께 연속적인 장마철(60 밀리미터 이상의 강수량)을 가지고 있다. 8월을 제외한 여름 달에는 강수량이 풍부한데, 이는 벵겔라해류가 활성화되어 한 달 내내 강수량이 감소하기 때문이다. 벵겔라해류는 또한 8월 동안 평균 기온을 낮춤으로써 1년 중 평균 기온이 24.5°C(76.1°F)로 가장 시원하다. 아비장은 2개의 건조한 달(1월과 2월)이 더 있다. 아비장은 대체로 습하며, 연중 평균 상대습도가 80% 이상이다.
| 아비장의 기후                           | 아비장의 기후 | 아비장의 기후 | 아비장의 기후 | 아비장의 기후 | 아비장의 기후 | 아비장의 기후 | 아비장의 기후 | 아비장의 기후 | 아비장의 기후 | 아비장의 기후 | 아비장의 기후 | 아비장의 기후 | 아비장의 기후   |
| 월                                      | 1월           | 2월           | 3월           | 4월           | 5월           | 6월           | 7월           | 8월           | 9월           | 10월          | 11월          | 12월          | 연간            |
| --------------------------------------- | ------------- | ------------- | ------------- | ------------- | ------------- | ------------- | ------------- | ------------- | ------------- | ------------- | ------------- | ------------- | --------------- |
| 역대 최고 기온 °C (°F)                  | 35.0 (95.0)   | 35.7 (96.3)   | 34.9 (94.8)   | 35.0 (95.0)   | 34.9 (94.8)   | 36.2 (97.2)   | 34.0 (93.2)   | 32.0 (89.6)   | 32.1 (89.8)   | 32.8 (91.0)   | 35.0 (95.0)   | 33.7 (92.7)   | 36.2 (97.2)     |
| 일평균 최고 기온 °C (°F)                | 30.5 (86.9)   | 31.0 (87.8)   | 31.1 (88.0)   | 31.2 (88.2)   | 30.4 (86.7)   | 28.7 (83.7)   | 27.4 (81.3)   | 26.9 (80.4)   | 27.6 (81.7)   | 29.2 (84.6)   | 30.5 (86.9)   | 30.3 (86.5)   | 29.6 (85.3)     |
| 일일 평균 기온 °C (°F)                  | 26.8 (80.2)   | 27.7 (81.9)   | 27.9 (82.2)   | 27.7 (81.9)   | 26.9 (80.4)   | 25.8 (78.4)   | 24.7 (76.5)   | 24.5 (76.1)   | 25.6 (78.1)   | 26.8 (80.2)   | 27.4 (81.3)   | 27.0 (80.6)   | 26.6 (79.9)     |
| 일평균 최저 기온 °C (°F)                | 23.5 (74.3)   | 24.6 (76.3)   | 24.9 (76.8)   | 24.9 (76.8)   | 24.6 (76.3)   | 23.7 (74.7)   | 22.9 (73.2)   | 22.1 (71.8)   | 22.3 (72.1)   | 23.6 (74.5)   | 24.4 (75.9)   | 23.8 (74.8)   | 23.8 (74.8)     |
| 역대 최저 기온 °C (°F)                  | 14.7 (58.5)   | 16.0 (60.8)   | 19.0 (66.2)   | 15.9 (60.6)   | 18.5 (65.3)   | 18.6 (65.5)   | 17.1 (62.8)   | 17.2 (63.0)   | 15.2 (59.4)   | 17.5 (63.5)   | 19.5 (67.1)   | 16.5 (61.7)   | 14.7 (58.5)     |
| 평균 강수량 mm (인치)                   | 16.3 (0.64)   | 48.9 (1.93)   | 106.7 (4.20)  | 141.3 (5.56)  | 293.5 (11.56) | 561.8 (22.12) | 205.7 (8.10)  | 36.8 (1.45)   | 80.5 (3.17)   | 137.7 (5.42)  | 143.3 (5.64)  | 75.1 (2.96)   | 1,847.6 (72.75) |
| 평균 강수일수 (≥ 0.1 mm)                | 3             | 4             | 9             | 11            | 19            | 22            | 12            | 8             | 11            | 14            | 16            | 9             | 138             |
| 평균 상대 습도 (%)                      | 84            | 86            | 83            | 82            | 84            | 86            | 85            | 86            | 89            | 87            | 83            | 83            | 85              |
| 평균 월간 일조시간                      | 183           | 212           | 226           | 210           | 192           | 117           | 115           | 121           | 141           | 202           | 225           | 208           | 2,152           |
| 출처 1: 독일 기상청                     |               |               |               |               |               |               |               |               |               |               |               |               |                 |
| 출처 2: Danish Meteorological Institute |               |               |               |               |               |               |               |               |               |               |               |               |                 |

## 교육
펠릭스 우푸에부아니 대학교는 1964년에 설립되었다.
코트디부아르에서, 등록률은 74%이고 중등 교육에 대한 접근은 6단계의 입학 사정에 의해 제한되며, 그 후 학생의 3분의 1이 학업을 계속할 수 있다. 학생 인구의 24%가 아비장에 거주하고 있는데, 이는 전체 인구의 20%를 구성한다. 아비장은 코트디부아르의 주요 교육 기관의 위치이다. 여기에는 리세 클라스티크 다비장, 리세 생 마리 드 코코디, 리세 가르송 드 빙에르빌, 마미 아조아 더 리세 파스칼 아비장 학교가 포함되며, 블레즈 파스칼 아비장 학교는 ADFE와 계약을 체결한 프랑스 학교이다. 최근에 리세 국제 장 메르모즈는 다시 문을 열었는데, 이것은 처음에 피에르 파도바니가 설립한 칼리지 인터내셔널 장 메르모즈라고 불렸다. 그 기관은 파괴적인 전쟁을 겪었고 문을 닫아야 했다.

## 자매도시
- 가나 쿠마시
- 브라질 세인트폴
- 미국 캘리포니아주 샌프란시스코
- 프랑스 마르세유
- 프랑스 알포르빌
- 중화인민공화국 톈진